# استفان ساویچ
استفان ساویچ (به انگلیسی: Stefan Savić) (زاده ۸ ژانویه ۱۹۹۱ موجکوفاتس) بازیکن فوتبال اهل مونته‌نگرو است. که برای باشگاه فوتبال ترابوزان‌اسپور بازی می‌کند.
او تاکنون در تیمهای بی اس بورکا، پارتیزان، منچستر سیتی فیورنتینا و اتلتیکو مادرید بازی کرده‌است و تاکنون ۷۳ بازی ملی برای تیم ملی فوتبال مونته‌نگرو انجام داده‌است. 